# Anton Louw Larsen
Anton Louw Larsen (født 24. juni 2006 i Roskilde) er en cykelrytter fra Danmark, der kører for Development Team Picnic PostNL. Han er storebror til Oskar Louw Larsen.